# Spermophora peninsulae
Spermophora peninsulae är en spindelart som beskrevs av Lawrence 1964. Spermophora peninsulae ingår i släktet Spermophora och familjen dallerspindlar. Inga underarter finns listade i Catalogue of Life.